# Celina Jesionowska
Celina Jesionowska (poročena Gerwin in Orzechowska), poljska atletinja, * 3. november 1933, Łomża, Poljska.
Nastopila je na olimpijskih igrah leta 1960 in osvojila bronasto medaljo v štafeti 4×100 m, v teku na 200 m se je uvrstila v polfinale. Na evropskih prvenstvih je osvojila prav tako bronasto medaljo v isti disciplini leta 1958. Sedemkrat je osvojila naslov poljske državne prvakinje, trikrat v teku na 400 m in štirikrat v štafeti 4x100 m.